# Synagoga w Łodzi (ul. Pomorska 18)
Synagoga w Łodzi – jedna z dwóch czynnych synagog w Łodzi, znajdująca się przy ulicy Pomorskiej 18.

## Historia
Synagoga została założona w 1998 roku, na pierwszym piętrze odzyskanej w 1997 roku siedziby Gminy Wyznaniowej Żydowskiej w Łodzi. Fundusze na urządzenie synagogi zostały przekazane przez zagranicznych sponsorów, m.in. Marka Szaloma z Nowego Jorku i Josefa Buchmana z Frankfurtu nad Menem.
Jest obecnie najczęściej odwiedzaną synagogą w mieście i regularnie odprawiane są w niej nabożeństwa.

## Architektura
Synagoga składa się z trzech pomieszczeń: głównej sali modlitewnej, babińca, oddzielonego od sali głównej oknem zasłoniętym firanką, oraz małego pokoiku pełniącego rolę przedsionka.